# Jaera salvini
Jaera salvini är en fjärilsart som beskrevs av Otto Staudinger 1888. Jaera salvini ingår i släktet Jaera och familjen juvelvingar. Inga underarter finns listade i Catalogue of Life.